# فرانک کندال
فرانک کندال (۱۷ ژانویه ۱۸۵۸–۱۵ نوامبر ۱۹۳۷) یک مورخ هنر، ویراستار و نویسنده انگلیسی بود، وی پسر نویسنده و ناشر جوزف کندال بود. او از نزدیک در مدیریت و تهیه گزارش‌های مجموعه‌ای از نمایشگاه‌های بین‌المللی که در دهه ۱۸۸۰ در لندن برگزار شد، مشارکت داشت و کتابخانه هنری موزه کنزینگتون جنوبی و همچنین بعدها موزه ویکتوریا و آلبرت را فهرست‌بندی کرد.
در سال ۱۸۹۱، او منشی و کتابدار مؤسسه جامائیکا در کینگستون شد و مطالب زیادی در مورد تاریخ جزیره نوشت. او کتابخانه مرجع هند غربی را در سال ۱۸۹۴ ایجاد کرد که در سال ۱۹۷۹ به هسته کتابخانه ملی جامائیکا تبدیل شد.

## اوایل زندگی و خانواده
فرانک کندال در ۱۷ ژانویه ۱۸۵۸ در لندن به دنیا آمد، او پسر نویسنده، عکاس و ناشر جوزف کندال (۱۸۱۸–۱۸۹۵) و همسرش سارا بود.
پس از حضور در مدارس خصوصی، او در کینگز کالج لندن پذیرفته شد و در سال ۱۸۷۵ آن را ترک کرد.